# Dred Scott
Dred Scott je rođen u Virginiji tijekom 1790-ih. Točan datum je nepoznanica, obzirom na to kako tada nije vođena posebna evidencijama o rođenim robovima. 
Njegov je vlasnik bio plantažer Peter Blow. 1819. Blow je skupa sa svojom obitelji i nekolicinom robova, uključujući i Dreda Scotta, preselio u Alabamu, s namjerom osnutka nove plantaže. 1830. je odustao od poljodjelstva te se ponovno preselio, ovaj puta u St. Louis, u Missouriju, gdje je započeo s hotelijerstvom (St. Louis je bio početna postaja pionirima na zapad, koji su se naseljavali i prije otkrića zlata u Kaliforniji, te kompanijama koje su trgovale krznom s traperima). Nakon što je 1832. Blow preminuo, Dred je bio prodan armijskom lječniku Johnu Emersonu, kojem je služio na njegovim postajama u Illinoisu te Minnesoti (tada još uvijek Teritorij Wisconsina i Iowe). I Illionois i Minnesota su temeljem Missourijskog kompromisa (Missouri compromise) iz 1820., bile nerobovlasničke. Emerson je preminuo krajem 1843, nakon što se vratio u St. Louis, a Dreda je zavještao svojoj ženi, a kao izvršitelja oporuke odredio je šurjaka Johna F.A. Sanforda.
Dred Scott želio se nagoditi sa Sanfordom te otkupiti svoju slobodu. Kako je proveo jedan život ne tipičan za roba toga vremena, dosta putovao, te skupio znatno iskustvo shvaćao je kako je moguće da je boravkom na slobodnom teritoriju možda stekao slobodu. 

## Tijek prvostupanjskog postupka
6. travnja 1846. podnio je tužbu sudu mjerodavnom za St. Louis. Scott je podnio tužbu za napad te neosnovano lišenje slobode tužeći Johna F.A. Sanforda. U slučaju Scott protiv Sandforda (kako je otprva službeno pogreškom zaveden) kako bi riješio tu tužbu, sud je morao najprije odrediti Scottov status, jer rob je mogao biti zadržan i tjelesno kažnjavan, a slobodna osoba ne. Pravno gledano u pitanju je prethodno (preiudicijelno) pitanje – pitanje bez čijega rješenja nije moguće riješiti glavni predmet tužbenog zahtjeva. Sud će se morati tijekom rješavanja volens-nolens odlučiti o Scottovu pravnom statusu, kako bi riješio tužbu. To je pitanje imalo ishodište u Missourijskom kompromisu (Missouri Compromiseu) iz 1820., koji je branio ropstvo na teritoriju sjeverno od 36,30 stupnja, a gdje je Scott boravio a da nije pobjegao od svog vlasnika.
30. lipnja 1847. započelo je suđenje pred sudcem Alexanderom Hamiltonom. Zbog pogreške u proceduri zastupnika tužitelja (Samuel M. Bay) porota je isti dan donijela odluku u korist tuženika (dakle odluka nije sadržajne naravi in meritum). Naknadno je na poseban zahtjev tužitelja odobreno ponovno suđenje 12. siječnja 1850. pred istim sudcem. Sada su porotnici zaključili kako je Scott bio slobodan, a sve na temelju ranijih odluka Sudova. Držali su kako je, iako je Missouri bio robovlasnička država, boravak izvan nje (sjeverno) na zakonit način ima za posljedicu stjecanje slobode (emancipaciju).

## Postupak pred Vrhovnim sudom Missourija po žalbi
Stanford se žalio Vrhovnom sudu Missourija, koji je 22. ožujka 1852. donio odluku (postupajući po sudcu Williamu Scottu) kojom je prvostupanjska odluka porote izmijenjena, pa se Dred Scott imao smatrati i dalje za roba. Može se reći, kako je odluka, pravno, bila na staklenim nogama, jer je sadržajno u biti potvrđivala zakonitost ropstva na teritoriju Missourija, što ni u kojem slučaju nije niti osporeno. Neuvjerljivost te nedostatak pravnih argumenata sudca su ponukali da ustvrdi: „Uvjereni smo kako je providnost Gospodinova, koja obuzdava zlu ćud čovjekovu i podvrgava je Njegovoj slavi, ustanovila ropstvo kod nas i tako ovu nesretnu rasu smjestila na mjesto koje joj pripada u civilizaciji“ Iza odluke je zapravo stajalo čvrsto vodstvo Demokrata u Missouriju.
Ova se odluka imala sprovesti tako da je prvostupanjski sudac trebao odbiti tužbu svojom konačnom odlukom. Hamilton je odugovlačio, što je Scottu dalo vrijeme za angažirati novog odvjetnika te se obratiti Federalnom sudu.

## Federalni sud
Federalni sud je zasnovao mjerodavnost temeljem činjenice kako je tuženik Sanford preselio u New York, te je u pitanju bio spor među građanima različitih Država. Ovakva mogućnost i danas postoji, a u pitanju je načelo diversity of jurisdiction. Novi odvjetnik Roswell M. Field je u studenom 1853, podnio tužbu. Sudac je bio Federalni sudac mjerodavan za St. Louis, Robert W. Wells. Najprije je morao utvrditi svoju mjerodavnost te je prihvatio kako je Scott državljanin Missourija usprkos ropskom statusu. 15. svibnja 1854. je održano suđenje koje je ponovno završilo uspjehom tuženika. Field je odmah podnio žalbu Vrhovnom sudu SAD-a.

## Vrhovni Sud SAD-a
Field je uspio za svog klijenta angažirati uvažena odvjetnika Montgomeryja Blaira, iako je Scott tada već bio bez novca. Prepoznajući širi interes Juga, Sanfordu su pomogli južnjački aristokrati te mu je odvjetnik bio bivši senator Henry S. Geyer. Blair i Geyer su također bili podrijetlom iz Missourija. Sud je u prosincu 1854, zakazao usmeno raspravljanje za veljaču 1856. 
Sastav Vrhovnog suda je bio većinski Južnjački: Jedini je sudac McLean iz Ohia bio otvoreno antirobovlasnički, ostali suci iz Alabame (Jonh A. Campbell), Tennesseeja (John Carton), Virginije (Peter Daniel), Georgije (James M. Wayne) Marylanda (Roger Brooke Taney) – glavni sudac bili su južnjaci, sudac iz Massachusettsa (Benjamin R. Curtis) je bio simpatizer Juga, a sudac iz Pennsylvanije (Robert Cooper Grier) i New Yorka (Samuel Nelson) nisu bili skloni antirobovlasništvu, odnosno smatrali su ga unutarnjim pitanjima svake Južnjačke države ponaosob. Sastav suda odredio je odluku i prije nego što je donesena. Međutim, suci se nisu mogli dogovoriti oko pravnog osnova i obrazloženja odbacivanja Scottova zahtjeva. 
Neki su isticali kako rob uopće nije ovlašten podnijeti tužbu Vrhovnom sudu, dok su se drugi upuštali u protuustavnost Missouri Compromisea te mjerodavnost Kongresa da uređuje općim aktima pravo na Teritorijima van SAD-a. Stoga je odluka odložena za prosinačko zasjedanje Suda. U prosincu je Sud većinom od 7 sudaca odlučio da Scott zadrži ropski status. VU Taney je odbio priznati bilo kakvo pravo crncima kao građanima pod ustavom SAD-a: "Smatramo kako oni nisu, nikako nisu uključeni, niti je bila ikakva namjera da budu uključeni pod riječ "građani" u Ustavu, te stoga ne mogu ustvrditi kako posjeduju prava ili privilegije toga akta za građane SAD-a. Upravo suprotno, oni su tada (u vrijeme pisanja Ustava) smatrani za nižu vrstu bića, podvrgnutu višoj rasi i oslobođeni ili ne, nemaju nikakva prava osim onih koje im odobri Vlada." 
Nadalje je tumačenjem članka Ustava koji brani da Kongres svojim aktima liši državljane SAD-a "života, slobode ili imovine" bez zakonito provedenog postupka, proglasio praktički Missouri Compromise iz 1820. protuustavnim: "Akt Kongresa kojim se lišavaju građani SAD-a svoje imovine, samo stoga što je imovina prešla u neki drugi dio SAD-a, a nisu počinili nikakav zločin, teško se može nazvati suglasnim pravu."

## Posljedice
Praktički, ova je odluka označila kraj krhkoj bezmalo 40 godišnjoj ravnoteži koju je uspostavio Missouri Compromise iz 1820. Jugu je ovo bila važna pobjeda, ali to je tek bio početak rata.